# 天と地
『天と地』（原題：Heaven & Earth）は、1993年制作のアメリカ映画。オリバー・ストーン脚本・監督。出演はトミー・リー・ジョーンズ、ハイン・S・ニョール、ジョアン・チェン、ヘップ・ティ・リーなど。『プラトーン』（1986年）、『7月4日に生まれて』（1989年）と併せて、ストーン監督のベトナム戦争三部作をなす。
映画は、レ・リー・ヘイスリップがベトナム戦争期の自身の体験について書いたノンフィクション『When Heaven and Earth Changed Places』および『Child of War, Woman of Peace』を原作としている。
エンドロールに「我が母ジャクリーン・ストーンにささげる」と記される。

## あらすじ
レ・リー・ヘイスリップ（ヘップ・ティ・リー）は、1949年の抗仏戦争中にベトナム（その頃は仏領インドシナと呼ばれていた）中部の、当時キー・ラと呼ばれた農村で未熟児ながらもプング家の第六子で末娘（プング・ティ・レ・リー）として生まれ、両親からの愛情を受けて育つ。穏やかな美しい村であったが、この村が南北ベトナムの国境線付近であったためこの村の人々と彼女の人生は否応なく戦争に巻き込まれていった。
時は流れ、兄のボンとサウは軍人となるため北のハノイに向けて旅立っていく。父親は再び敵がやって来た時には兄の分まで戦うのだとレ・リーに教え込む。ベトコン側の見張り役をするレ・リーが、ベトナム共和国政府軍兵士の進行をベトコン側に通報したため、ベトナム共和国政府軍に逮捕・拷問される。彼女は家族の働きかけによって釈放されるが、そのことでベトコンにスパイと疑われ、二人のベトコン兵士にレイプされる。そして、村人からも疑いの目をかけられるようになり、身も心もズタズタになった彼女は村を離れなければならなくなった。
彼女と母親はサイゴンで、アインという富豪の屋敷で使用人として住み込みで雇われることになった。そのうちにレ・リーは妻子持ちのハンサムな主人アインに惹かれ恋心を抱くようになり、彼の子を妊娠してしまう。アインの妻に妊娠したことを知られ、レ・リーと母親は故郷近くの街ダナンに追い返されることになった。
母親は商売がうまくいかず故郷の村に帰ってしまうが、娼婦として働く姉キムのもとに身を寄せ、身重の身体でマリファナを売ってなんとか生計を立てる。やがてその姉にも厄介者扱いされ、今帰ることのできない彼女は生まれた長男ジミーを困窮の中で育てながら米軍基地のゴミ収拾場で働きはじめ、やがて米軍兵相手に売春を始める。その後レ・リーは病を患う父親を見舞うため、久しぶりキー・ラへと戻る。娼婦へと身を落とした自分を恥じるレ・リーに父親は立派な母親となるよう優しく語り掛る。しかし、父親はその後服毒自殺をしてこの世を去る。1年後、韓国軍のカジノの職を得て生活は安定し、アメリカ海兵隊の射撃隊軍曹スティーヴ・バトラー（トミー・リー・ジョーンズ）と出会う。彼女は過去の不運な恋愛経験などから最初は彼に冷たくするが、スティーヴは彼女の心を解きほぐしていく。二人は結婚し次男トミーが生まれ新しい家庭を持つことになったが、日に日に戦況は悪化し、終にはベトナム共和国政府が崩壊してしまう。
スティーヴが戦場へ向かったため、二人は離ればなれになってしまうが、後に再会する。そして二人はジミーとトミーとともにベトナムを去り、アメリカに行く。カリフォルニアでスティーヴの母親に迎えられたレ・リーは人生を共に歩み始め、夫の反対を押し切って始めた商売が軌道に乗り、アメリカ社会に適応する。しかし、三男アランが生まれた頃から夫婦の仲はおかしくなる。レ・リーは工場で働いて得たお金を元手に小さな店を開業させた一方で、スティーヴは戦争後遺症を抱え、特殊部隊で過ごした殺戮の日々の記憶とアメリカでの仕事がうまくいかないことから次第に心を蝕まれ酒浸りになっていく。そんなスティーヴとレ・リーとの間には溝ができ、ついには離婚してしまう。さらに海兵隊をクビになり、結婚生活も仕事も失ったことになったスティーヴは絶望する。レ・リーは僧侶と話し合い、スティーヴを赦しやり直す気になるが、スティーヴが子供たちを連れ去ってしまう。レ・リーはスティーヴに戻ってくれるよう必死に語りかけるが、スティーヴは自殺してしまう。
悲劇から何年もが過ぎた頃、レ・リーは一人で子育てをしながら既に不動産業と飲食業を成功させ富を築いていく。レ・リーは息子三人を連れて13年ぶりにベトナムに戻り、再び故郷の地で慎ましく暮らす母親や兄たちと再会する。レ・リーは母親や兄たちが戦後の混乱の中、飢餓状態の中で生きてきたことを知り胸を痛める。それでも母親は過去を乗り越え、素晴らしい女性になったとレ・リーを抱きしめる。村の死者達に祈りを捧げるレ・リーは、戦争と平和、アメリカとベトナム、常にその狭間に立たされてきた自分の運命をようやく受け入れたのだった。

## キャスト
※括弧内は日本語吹替
- レ・リー - ヘップ・ティ・リー（日野由利加）
- スティーヴ・バトラー - トミー・リー・ジョーンズ（菅生隆之）
- ママ - ジョアン・チェン（朝倉佐知）
- パパ - ハイン・S・ニョール（山野史人）
- ボン - ヴィン・ダン（英語版）（福田信昭）
- サウ - ダスティン・ヌエン（英語版）（牛山茂）
- キム - トゥアン・リー（英語版）
- ハイ - マイ・レ・ホー（英語版）
- ユージニア - デビー・レイノルズ
- バーニス - コンチャータ・フェレル（さとうあい）
- ラリー - デイル・ダイ（宝亀克寿）
- ビッグ・マイク - ティモシー・カーハート（英語版）（福田信昭）
- ポール - ロバート・ジョン・バーク（中田和宏）
- アイン - ロン・ヌエン（英語版）（秋元羊介）
- マダム・リアン - ヴィヴィアン・ウー
- 尋問官 - マイケル・ポール・チャン

## 音楽
音楽担当は喜多郎。同年度のゴールデングローブ賞で作曲賞を受賞した。

### サウンドトラック収録楽曲
1. Heaven and Earth～Land Theme～／天と地～ランド・テーマ
2. Sau Dau Tree／サウ・ダウ・トゥリー
3. Ahn & Le Ly Love Theme／アンとリーライ 愛のテーマ
4. Saigon Reunion／サイゴン・リュニオン
5. Arvin／ヴェトナム共和国陸軍
6. Sau Nightmare／サウの悪夢
7. V.C.Bonfire／ヴェトコン・ボンファイアー
8. Trong Com／トロング・コム
9. Ahn's House／アンの家:エントランス～私の家へ～アンとの別れ
10. Destiny／運命
11. Last Phone Call／最後の電話
12. A Child Without a Father／父のいない子
13. Village Attack/The Arrest／襲撃/拘禁
14. Walk to the Village／ウォーク・トゥ・ザ・ヴィレッジ
15. Steve's Ghost／スティーヴの亡霊
16. Return to Vietnam／ヴェトナムへの帰郷
17. End title／エンド・タイトル

## 評価
レビュー・アグリゲーターのRotten Tomatoesでは20件のレビューで支持率は40%、平均点は5.10/10となった。